# Cheile Mândruțului
Cheile Mândruțului alcătuiesc o arie protejată de interes național ce corespunde categoriei a IV-a IUCN (rezervație naturală de tip geologic și peisagistic), situată în județul Alba, pe teritoriul administrativ al comunei Scărișoara.

## Localizare
Aria naturală se află în extremitatea nord-vestică a județului Alba, in apropierea drumului național DN75 care leagă orașul Turda de Câmpeni.

## Descriere
Rezervația naturală cu o suprafață de 3,5 ha. a fost declarată arie protejată prin Legea Nr.5 din 6 martie 2000 (publicată în Monitorul Oficial al României, Nr.152 din 12 aprilie 2000, privind aprobarea Planului de amenajare a teritoriului național - Secțiunea a III-a - zone protejate) și reprezintă două abrupturi calcaroase săpate în Piatra Mândruțului de apele pârâului Valea Vâlcea.